# Jequitinhonha (ort)
Jequitinhonha är en ort i Brasilien.   Den ligger i kommunen Jequitinhonha och delstaten Minas Gerais, i den östra delen av landet, 700 km öster om huvudstaden Brasília. Jequitinhonha ligger 239 meter över havet och antalet invånare är 15 463.
Terrängen runt Jequitinhonha är huvudsakligen kuperad, men den allra närmaste omgivningen är platt. Det finns inga andra samhällen i närheten.
Omgivningarna runt Jequitinhonha är huvudsakligen savann. Runt Jequitinhonha är det glesbefolkat, med 8 invånare per kvadratkilometer.